# Aeropuerto de Tánger-Ibn Battuta
El Aeropuerto Internacional de Tánger-Ibn Battuta (Código IATA:TNG;Código OACI: GMTT) (en árabe: مطار ابن بطوطة‎, en francés: Aéroport Tanger-Ibn Batouta) es un aeropuerto operado por la agencia aeroportuaria marroquí ONDA (Office National Des Aéroports). Se ubica en la localidad de Buhalal, un suburbio situado 11 kilómetros al sureste de Tánger, siendo el aeropuerto que soporta la cuarta parte del tráfico aéreo de Marruecos - más de 800.000 de pasajeros pasaron a través del aeropuerto en 2013.
El aeropuerto es el hub principal de la aerolínea nacional Royal Air Maroc y la aerolínea de bajo coste Air Arabia Maroc.

## Aerolíneas y destinos

### Destinos nacionales
| Ciudades    | Aeropuerto                          | Aerolíneas                 |
| Marruecos   | Marruecos                           | Marruecos                  |
| ----------- | ----------------------------------- | -------------------------- |
| Agadir      | Aeropuerto de Agadir-Al Massira     | Air Arabia Maroc / Ryanair |
| Alhucemas   | Aeropuerto Cherif Al Idrissi        | Royal Air Maroc            |
| Casablanca  | Aeropuerto Internacional Mohammed V | Royal Air Maroc            |
| Er-Rachidía | Aeropuerto Moulay Ali Cherif        | Ryanair                    |
| Esauira     | Aeropuerto de Esauira-Mogador       | Ryanair (Estacional)       |
| Marrakech   | Aeropuerto de Marrakech-Menara      | Ryanair                    |
| Nador       | Aeropuerto Internacional de Nador   | Air Arabia Maroc           |
| Uarzazat    | Aeropuerto de Ouarzazate            | Ryanair (Estacional)       |
| Uchda       | Aeropuerto de Uchda Angads          | Ryanair                    |

### Destinos internacionales
| Ciudades por países | Nombre del aeropuerto                          | Aerolíneas                                                                                         |
| Europa              | Europa                                         | Europa                                                                                             |
| ------------------- | ---------------------------------------------- | -------------------------------------------------------------------------------------------------- |
| Alemania            |                                                | |
| Colonia             | Aeropuerto Internacional de Colonia/Bonn       | Air Arabia Maroc / Eurowings (Estacional)                                                          |
| Karlsruhe           | Aeropuerto de Karlsruhe-Baden Baden            | Ryanair                                                                                            |
| Memmingen           | Aeropuerto de Memmingen                        | Ryanair                                                                                            |
| Weeze               | Aeropuerto de Baja Renania                     | Ryanair                                                                                            |
| Bélgica             |                                                | |
| Bruselas            | Aeropuerto de Bruselas-National                | Air Arabia Maroc / Brussels Airlines (Estacional) / Royal Air Maroc (Estacional) / TUI fly Belgium |
| Bruselas            | Aeropuerto de Bruselas Sur                     | Ryanair                                                                                            |
| Lieja               | Aeropuerto de Lieja                            | TUI fly Belgium (Estacional)                                                                       |
| Dinamarca           |                                                | |
| Copenhague          | Aeropuerto de Copenhague-Kastrup               | Norwegian Air Shuttle (Estacional)                                                                 |
| España              |                                                | |
| Barcelona           | Aeropuerto Josep Tarradellas Barcelona-El Prat | Air Arabia Maroc / Royal Air Maroc (Estacional) / Ryanair / Vueling                                |
| Bilbao              | Aeropuerto de Bilbao                           | Air Arabia Maroc                                                                                   |
| Gerona              | Aeropuerto de Gerona                           | Air Arabia Maroc                                                                                   |
| Madrid              | Aeropuerto Adolfo Suárez Madrid-Barajas        | Air Arabia Maroc / Iberia / Ryanair                                                                |
| Málaga              | Aeropuerto de Málaga-Costa del Sol             | Iberia (Estacional) / Ryanair                                                                      |
| Valencia            | Aeropuerto de Valencia                         | Ryanair                                                                                            |
| Francia             |                                                | |
| Beauvais            | Aeropuerto de Beauvais-Tillé                   | Ryanair                                                                                            |
| Burdeos             | Aeropuerto de Burdeos-Mérignac                 | Air Arabia Maroc                                                                                   |
| Carcasona           | Aeropuerto de Carcasona                        | Ryanair (Estacional)                                                                               |
| Lyon                | Aeropuerto de Lyon-Saint Exupéry               | Air Arabia Maroc                                                                                   |
| Marsella            | Aeropuerto de Marsella-Provenza                | Ryanair                                                                                            |
| Montpellier         | Aeropuerto de Montpellier-Méditerranée         | Air Arabia Maroc                                                                                   |
| Nantes              | Aeropuerto de Nantes Atlantique                | Transavia (Estacional)                                                                             |
| París               | Aeropuerto de París-Charles de Gaulle          | Air France (Estacional) / Air Arabia Maroc                                                         |
| París               | Aeropuerto de París-Orly                       | Royal Air Maroc / Transavia / Vueling Airlines                                                     |
| Toulouse            | Aeropuerto de Toulouse-Blagnac                 | Ryanair                                                                                            |
| Italia              |                                                | |
| Bérgamo             | Aeropuerto de Bérgamo-Orio al Serio            | Ryanair                                                                                            |
| Roma                | Aeropuerto de Roma-Ciampino                    | Ryanair (Estacional)                                                                               |
| Países Bajos        |                                                | |
| Ámsterdam           | Aeropuerto de Ámsterdam-Schiphol               | Air Arabia Maroc / Royal Air Maroc (Estacional)                                                    |
| Eindhoven           | Aeropuerto de Eindhoven                        | Ryanair                                                                                            |
| Róterdam            | Aeropuerto de Róterdam-La Haya                 | Transavia                                                                                          |
| Portugal            |                                                | |
| Lisboa              | Aeropuerto de Lisboa                           | Ryanair                                                                                            |
| Oporto              | Aeropuerto Francisco de Sá Carneiro            | Ryanair                                                                                            |
| Reino Unido         |                                                | |
| Londres             | Aeropuerto de Londres-Gatwick                  | Air Arabia Maroc / Royal Air Maroc (Estacional)                                                    |
| Londres             | Aeropuerto de Londres-Stansted                 | Ryanair                                                                                            |
| Mánchester          | Aeropuerto de Mánchester                       | Ryanair                                                                                            |
| Turquía             |                                                | |
| Estambul            | Aeropuerto Internacional Sabiha Gökçen         | Air Arabia Maroc                                                                                   |

## Terminales

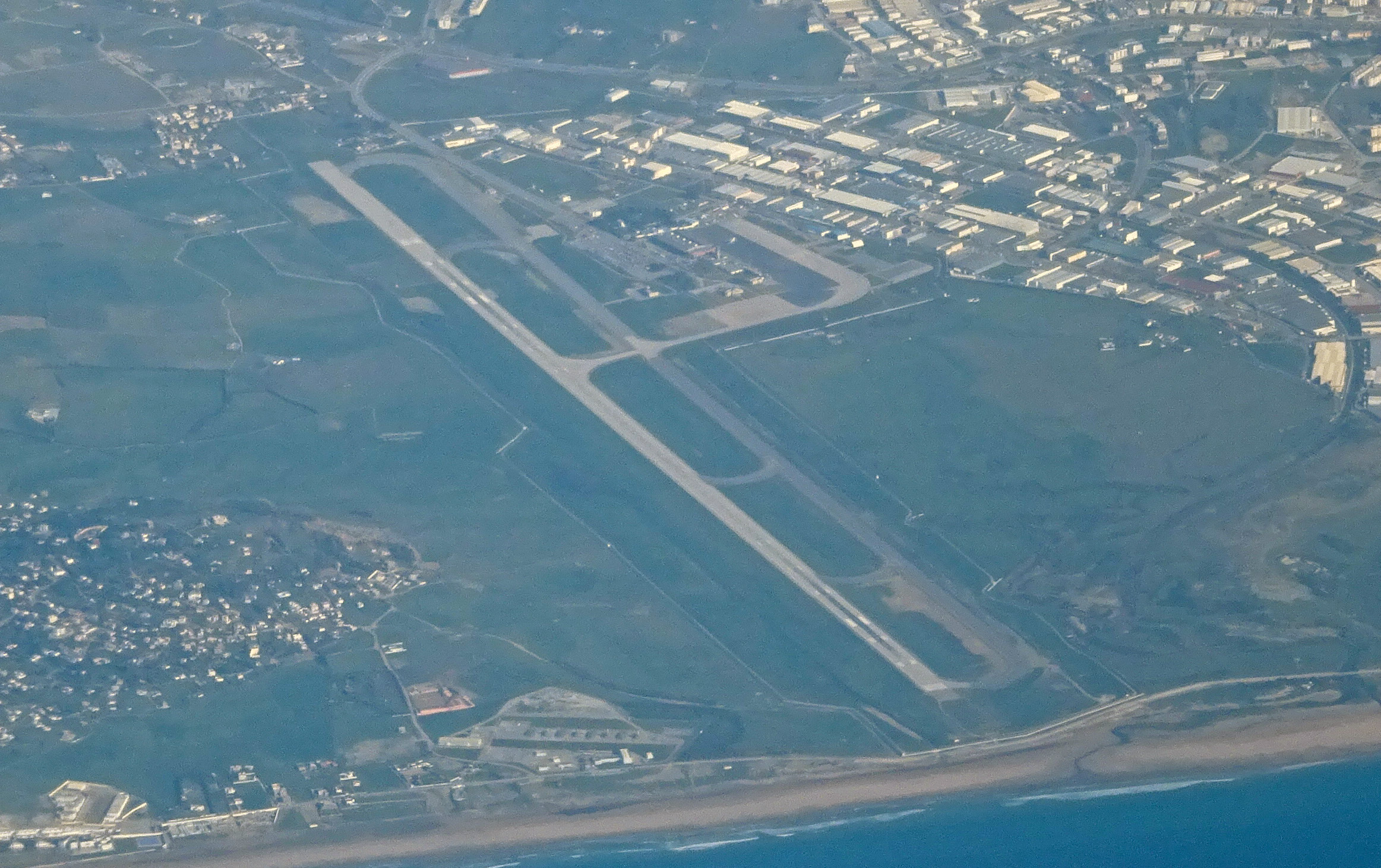
Vista aérea del aeropuerto de Tánger.

Las nuevas terminales fueron inauguradas en julio de 2008, reemplazando a la vieja. Las nuevas terminales tienen 7 restaurantes, 1 terraza y 23 mostradores de facturción.

## Estadísticas
Ver fuente y consulta Wikidata.
| 2002     | 2003     | 2004     | 2005     | 2006     | 2007     | 2008     | 2009              | 2010             | 2011             | estimado 2012 |
| -------- | -------- | -------- | -------- | -------- | -------- | -------- | ----------------- | ---------------- | ---------------- | ------------- |
| 268. 829 | 259. 466 | 256. 149 | 262. 698 | 292. 599 | 374. 692 | 484. 391 | 646. 370 +35, 88% | 767 803 +17, 40% | 849 882 +12, 07% | ~1. 000. 000  |